# Beretta S680
La Beretta s680 es un escopeta superpuesta de competencia. Está fabricada por Fabbrica d'Armi Pietro Beretta, en Gardone Val Trompia, Italia, para disparar cartuchos calibre .12. La Beretta s680 siendo la primera escopeta de la familia de escopetas superpuestas beretta 680, las cuales producen hasta la fecha, en versiones skeet, trap y sporting clays. Su producción empezó a fines de los años 1970 hasta mediados de los años 1980, cuando fue reemplazada por la Beretta s682, de características similares, pero incluyendo ventiladores entre los cañones. 

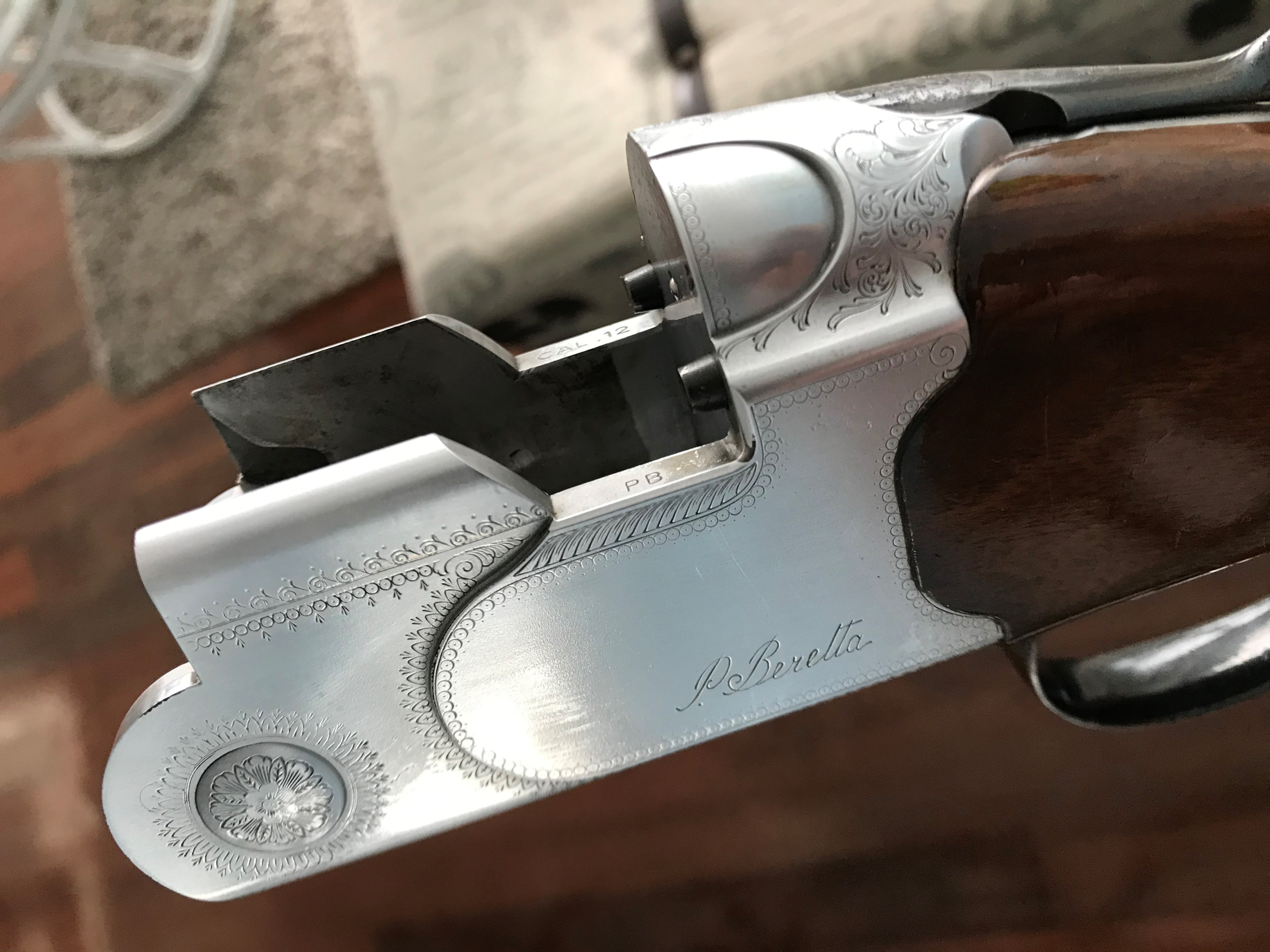
Marco Beretta s680

La báscula de la beretta s680 y la subsiguiente s682 tiene un marco ancho de 41mm, que se modificó en 1994, con la línea 682 a 39mm pero que es utilizado actualmente en la línea de escopetas 690.